# Маяк Робертсон-Пойнт
Маяк Робертсон-Пойнт (англ. Robertson Point Lighthouse) — маяк, расположенный на берегу озера Гранд-Лейк, графство Куинс, провинция Нью-Брансуик, Канада. Построен в 1873 году. В настоящее время заменен автоматическим маяком.

## История
Долину реки Сент-Джон европейцы (сначала французы, затем британцы) колонизировали уже в XVII веке, потому потребность в маяках около опасных мест вдоль течения реки возникла достаточно давно. Многие из этих маяков (Бельеас-Пойнт, Макколган-Пойнт, Робертсон-Пойнт, Кокс-Пойнт, Фанджойс Пойнт, Бриджес-Пойнт и Палмерс-Лендинг) названы в честь первых владельцев земли, на которых они построены. Во многих случаях они были единственными жителями на несколько километров вокруг и потому после строительства маяков стали их первыми смотрителями. Озеро Гранд-Лейк, самое большое пресноводное озеро в Нью-Брансуике, соединено короткой рекой Джемсег с рекой Сент-Джон, впадающей в залив Фанди. После строительства на берегу озера маяка Кокс-Пойнт было решено построить ещё 2 маяка: Робертсон-Пойнт и Фанджойс-Пойнт. Оба они были построены по проекту Чарльза Макферсона, представляли собой белые квадратные деревянные башни высотой 5 метров, и были одновременно введены в эксплуатацию 1 октября 1873 года. В 1905 году на маяке Фанджойс-Пойнт была установлена линза Френеля седьмого поколения. В настоящее время заменён автоматическим маяком, который находится в собственности канадской береговой охраны.